# Damà arborícola occidental
El damà arborícola (Dendrohyrax dorsalis) és una espècie de damà originària de Benín, la República Democràtica del Congo, Costa d'Ivori, Guinea Equatorial, el Gabon, Gàmbia, Ghana, Guinea, Guinea Bissau, Libèria, Nigèria, Ruanda, el Senegal, Sierra Leone, el Sudan, Togo, Uganda i possiblement el Níger. Els seus hàbitats naturals són els boscos humits de terres baixes tropicals o subtropicals, sabanes humides i àrees rocoses.